# Paul Williams (rugbysta)
Paul Williams (ur. 22 kwietnia 1983 w Auckland) – nowozelandzki rugbysta reprezentujący Samoa. Na co dzień występuje na pozycji obrońcy w paryskim klubie Stade Français w lidze Top 14. Williams pochodzi ze związanej z rugby rodziny – ojciec Paula, Bryan, to były reprezentant Nowej Zelandii, natomiast brat Gavin wystąpił z drużyną Manu Samoa podczas Pucharu Świata w 2007 roku.

## Kariera klubowa

### Nowa Zelandia
Jako jeden z najbardziej obiecujących młodych rugbystów w Nowej Zelandii, Williams został w 2003 roku wybrany do składu Highlanders występujących w lidze Super 12. Miał wówczas zaledwie 19 lat oraz doświadczenie jedynie z rozgrywek prowincjonalnych. Szybko udowodnił swoje umiejętności, dzięki czemu wywalczył sobie pewną pozycję pierwszego obrońcy w drużynie. Zdołał także zaliczyć swoje pierwsze przyłożenie, zanim doznał złamania nogi w swoim szóstym meczu ligowym. Do piszczeli wprowadzono pręt, natomiast kość strzałkową skręcono śrubami.
Kontuzja przerodziła się w przewlekłą dolegliwość, gdyż noga nie leczyła się w sposób prawidłowy, co w 2004 roku w konsekwencji wymusiło ponowne złamanie kości strzałkowej. W 2006 roku wykryto niezauważoną wcześniej infekcję, która była odpowiedzialna za niskie tempo rehabilitacji. W 2004, a później także w 2006 roku, nazwisko Williamsa znajdowało się na prowizorycznej liście zawodników Highlanders, jednak przed startem sezonu było z niej usuwane, gdy tylko okazywało się, że młody obrońca nie będzie jeszcze w pełni sprawny.
Po ostatecznym uporaniu się z kontuzją nogi, Williams w 2006 roku podpisał kontrakt z Canterbury. Wystąpił w 4 meczach Air New Zealand Cup, które były jego pierwszymi ligowymi zmaganiami od trzech lat. Pomimo niewielkiej ilości czasu spędzonego na boisku, Williams został włączony do składu Crusaders; ostatecznie nie wystąpił jednak w żadnym meczu Krzyżowców.
Po tym, jak w 2007 roku powrócił do Canterbury, wystąpił we wszystkich meczach ligowych tej drużyny. Grał przede wszystkim na skrzydle, jednak imponował dobrą postawą na nowej pozycji. Ponownie został wybrany do drużyny Highlanders na sezon 2008. Podczas 13 występów w lidze Super 14 prezentował prawdopodobnie swój najwyższy poziom sportowy do tamtej pory. Urodzony w Auckland obrońca był również przymierzany do składu nowozelandzkiej drużyny narodowej All Blacks.
Wyśmienitą dyspozycję prezentował także w rozgrywkach pomiędzy prowincjami – dla Canterbury zdobył 6 przyłożeń, co znacznie przybliżyło drużynę do mistrzowskiego tytułu, zdobytego na zakończenie sezonu 2008. Pełnił wówczas funkcję wicekapitana. Podczas rozgrywek przeniósł się jednak na Wyspę Północną, gdzie dołączył do drużyny Blues w lidze Super 14. Podczas dwóch sezonów w niebieskich barwach, Williams był stałym członkiem składu, choć równie często co w podstawowym zestawieniu, rozpoczynał mecze na ławce rezerwowych. W 2009 roku został wybrany Zawodnikiem Roku w Auckland.

### Europa
Po tym, jak w 2010 roku Williams zdecydował się reprezentować Samoa, jego przyszła kariera w Nowej Zelandii stanęła pod znakiem zapytania. Spowodowane to było decyzją Nowozelandzkiego Związku Rugby, która istotnie obniżyła kontrakty zawodników niedostępnych dla All Blacks. W czerwcu 2010 zawodnik podpisał kontrakt z klubem Sale Sharks występującym w English Premiership.
W sezonie 2010/11 Williams był podstawowym obrońcą angielskiego klubu, zdobywając 2 przyłożenia w 10 spotkaniach. Pomimo tego, po zaledwie jednym sezonie w barwach Rekinów reprezentant Samoa zdecydował się na przeprowadzkę do Francji, gdzie podpisał kontrakt ze Stade Français obowiązujący od sezonu 2011/12.

## Kariera reprezentacyjna
W maju 2008 roku, po dobrym poprzednim sezonie w barwach Highlanders, Williams został zaproszony na konsultacje reprezentacji Nowej Zelandii, jednak pomimo udziału we wstępnym treningu nigdy nie został powołany do drużyny All Blacks.
Williams zgodnie z przepisami IRB mógł reprezentować również kadrę Samoa, gdyż w tym kraju spędził dużą część dzieciństwa, podczas gdy jego ojciec trenował miejscową drużynę narodową. Nie mając perspektyw na udział w Pucharze Świata w 2011 roku z reprezentacją Nowej Zelandii, zdecydował się na podobny krok, jak jego brat Gavin trzy lata wcześniej. W 2010 roku zadeklarował chęć gry dla Manu Samoa, po czym w barwach tego kraju zadebiutował 12 czerwca 2010 roku w meczu Pucharu Narodów Pacyfiku przeciwko Tonga.
W 2011 roku zadebiutował na Pucharze Świata w Nowej Zelandii, gdzie zagrał we wszystkich czterech meczach zdobywając jedno przyłożenie (przeciw Namibii) i otrzymując czerwoną kartkę (w meczu z Południową Afryką). Podczas tego turnieju Samoa z 10 punktami zajęło trzecią lokatę w grupie D, zapewniając sobie miejsce podczas kolejnej edycji tych mistrzostw.